# سیمون (فیلم ۲۰۰۴)
«سیمون» (به هلندی: Simon) فیلمی ست ساخت کشور هلند که در سال ۲۰۰۴ منتشر شده است.